# Capilla de Enrique VII

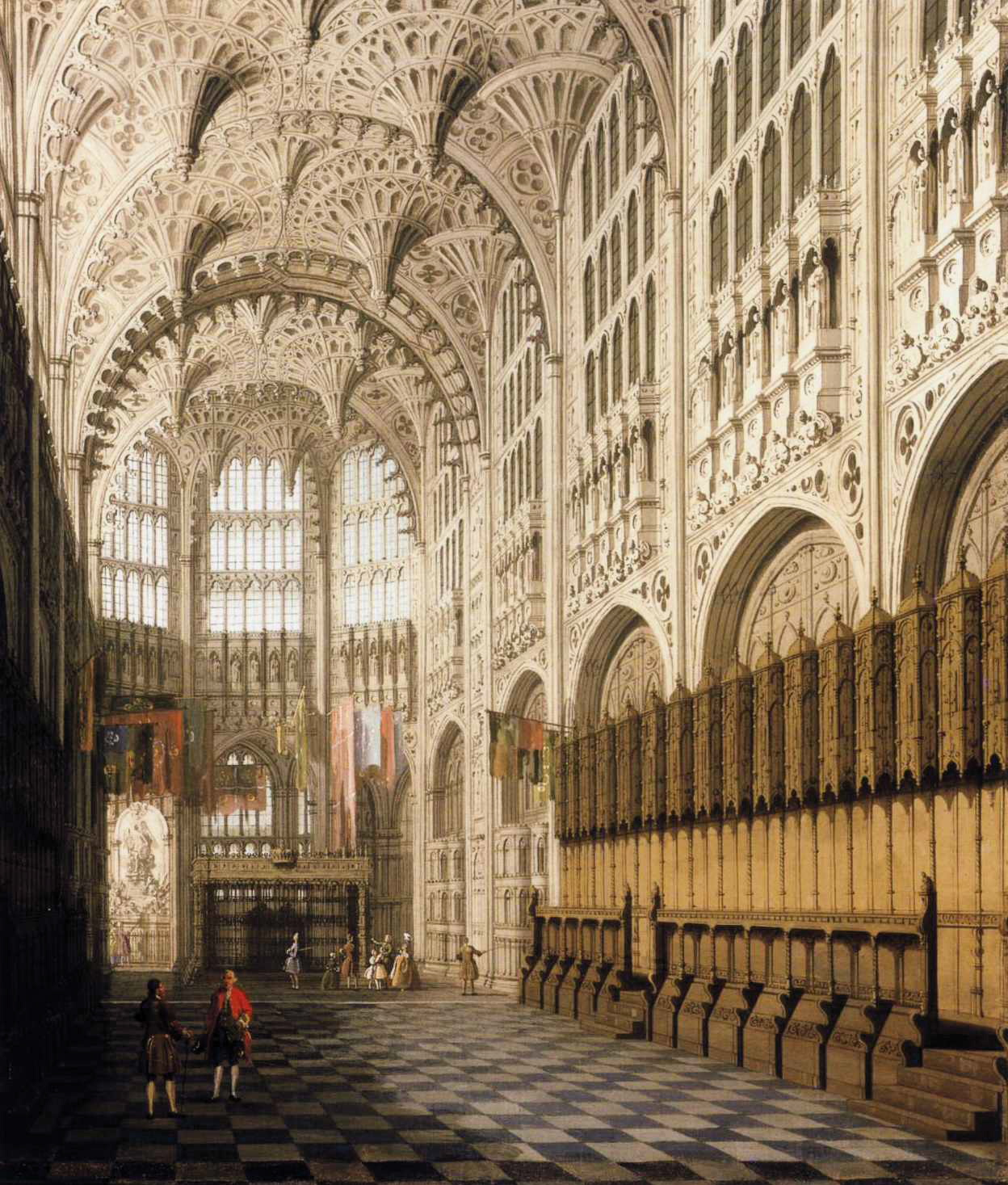
Pintura de Canaletto que representa la capilla

La capilla mariana de Enrique VII, más conocida en la actualidad como la capilla de Enrique VII, es una gran capilla dedicada a la Virgen María situada en el extremo este de la abadía de Westminster. Su construcción se financió con fondos donados por Enrique VII de Inglaterra y el legado de su testamento. Se encuentra separada del resto de la abadía por unas puertas de bronce y un tramo de escaleras.
Está compuesta de tres naves con cuatro tramos. El ábside contiene el altar, y tras este, se encuentran las tumbas de Enrique VII, su esposa Isabel de York y Jacobo I. Cuenta con cinco capillas absidales.
La capilla es notoria por su bóveda pinjante de abanico. 
La capilla está construida en estilo gótico perpendicular muy tardío, cuya magnificencia hizo que el anticuario John Leland la calificara de «orbis miraculum» (maravilla del mundo). En el recinto están enterrados, entre otros, Enrique VII, Eduardo VI, Isabel I, María Tudor, Jacobo I, Carlos II y María Estuardo
Esta capilla es la iglesia matriz de la Orden del Baño desde 1725, y sobre los estalos cuelgan los pendones de sus miembros.

## Historia
En el siglo XIII, un movimiento devocional hacia la Virgen María inspiró la construcción de capillas en su honor por todo Europa, entre ellas la capilla de Enrique III de Inglaterra en la abadía de Westminster. En 1502, Enrique VII la mandó demoler y el 24 de enero de 1503 comenzó la construcción de una nueva capilla.
Con esta edificación Enrique VII tenía tres objetivos. Primero, construir un santuario para albergar el cuerpo y honrar a Enrique VI de Inglaterra, cuya canonización se creía inminente. Finalmente, la canonización no se produjo y la tumba prevista para Enrique VI fue ocupada por el propio Enrique VII y su esposa, Isabel de York. En segundo lugar, Enrique VII deseaba edificar una capilla mariana más elaborada que sustituyera la antigua capilla, de estructura más simple. Y tercero, quería un mausoleo real para él mismo, su familia y sus herederos en un lugar religioso importante que realzara su legitimidad como rey y su legado.
Enrique VII asignó más de 14 000 £ a su construcción entre 1503 y 1509. En su testamento estipuló que se proporcionaran los fondos que hicieran falta para completarla, y el coste final de la capilla se estima en unas 20 000 £. Según Francis Bacon, «Yació en Westminster en uno de los monumentos más majestuosos y exquisitos de Europa (…) Y así descansó más suntuosamente en el monumento de su tumba de lo que hizo en vida en Richmond o en cualquiera de sus palacios».
En el siglo XVIII, un observador comentó que «esta capilla, según se dice, fue designada como sepulcro en el que nunca se enterrara a nadie que no fuera de sangre real; la voluntad del fundador se ha respetado hasta ahora, que todos los que hasta la fecha se han admitido son de la más alta cuna, y pueden rastrear su ascendencia hasta uno u otro de nuestros antiguos reyes». En años sucesivos se enterraron en la capilla algunos plebeyos, entre ellos Oliver Cromwell, pero durante la Restauración, muchas de estas personas se desenterraron.

## Bóveda pinjante de abanico

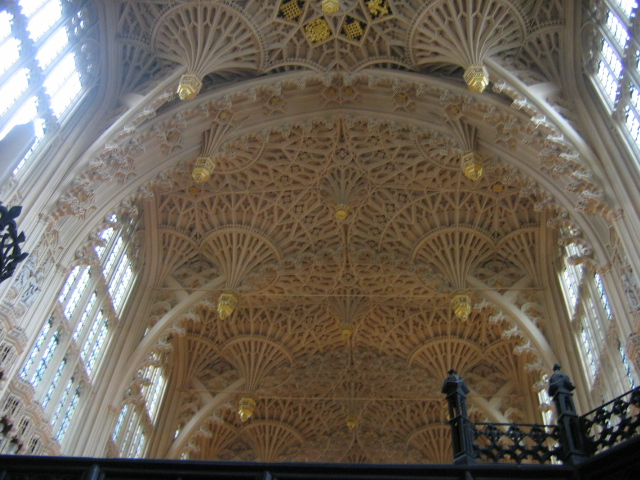
Bóveda pinjante de abanico de la capilla de Enrique VII en la abadía de Westminster

La capilla de Enrique VII es conocida por su techo, que combina la bóveda pinjante con la bóveda de abanico. Andrew Reynolds se refiere a este techo como «el ejemplo más perfecto de una bóveda pinjante de abanico, la forma más ambiciosa de la tendencia de techado en el periodo perpendicular». Hay que señalar que esta bóveda es también la primera que combinó pinjantes con abanicos.
La bóveda de abanico se crea dividiendo el techo en bóvedas de arista, que se forman por la combinación de arcos a lo largo del muro y otros arcos transversales más largos que cubren la nave de la capilla. En la bóveda de abanico de la capilla de Enrique VII, los compartimentos tienen una forma casi cuadrada. Después, en estos compartimentos se colocan los nervios, de la misma longitud y curvatura, cortados en una sola pieza de piedra y rebajados para que encajen mejor los paneles. Los nervios curvados, que se extienden desde el mismo punto del muro, son equidistantes entre sí, creando formas cónicas. Los conoides exigen una considerable fuerza de compresión para mantener la forma.
Las enjutas suelen proporcionar presión a lo largo del borde superior de los conoides. En la capilla de Enrique VII, estas enjutas han sido sustituidas por pinjantes, que también proporcionan la compresión necesaria para sujetar los conoides y añadir complejidad a la estética de la sala.
Los pinjantes también cumplen otro propósito estructural. Están cortados en una sola pieza de piedra y se insertan como cuñas en los arcos transversales. Al combinarse con estos arcos transversales, los pinjantes no requieren apoyo estructural adicional.
En la época de la construcción de la capilla, las bóvedas pinjantes eran muy novedosas. El primer lugar en el que se utilizaron fue la Divinity School de Oxford.

## Otros rasgos arquitectónicos
El arquitecto que realizó la capilla es desconocido, pero se cree que el diseño de la mayor parte de su estructura se debe a Robert Janyns el joven. La capilla está conformada por una nave de tres pasillos compuesta de cuatro tramos. Los pasillos están separados por sillerías de caoba, y contienen monumentos y lápidas dedicadas a numerosos nobles. Sobre los sitiales, a la altura del triforio, pueden verse varias esculturas entremezcladas con los pendones de los caballeros de la Orden del Baño. Sobre ellos se ubica el claristorio, con tres filas de ventanas pequeñas. La tracería articula cuatro ventanas mayores, una en cada tramo, compuestas de estas tres filas de ventanas ojivales más pequeñas. Parte de las vidrieras originales fue destruida durante la Restauración, por lo que la ventana este, sobre la capilla absidal central, y las Ventanas de los Donantes, en las capillas, fueron instaladas en 2000 y 1995 respectivamente.

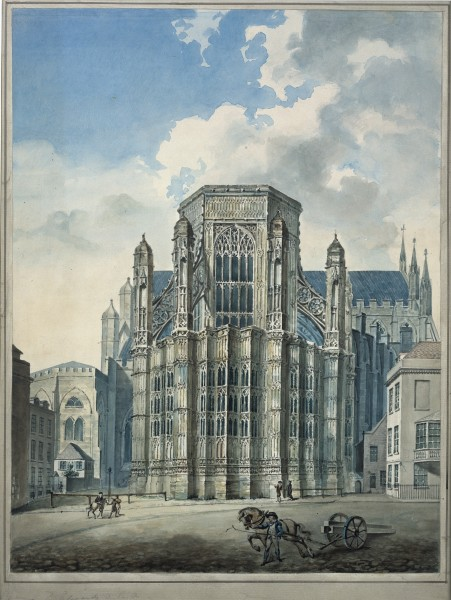
Vista desde el Old Pamace Yard, dibujo y acuarlela de Edward Edwards, c. 1780

En el ábside de la capilla se encuentra el altar, y detrás de él, las tumbas de Enrique VII, su esposa Isabel de York y Jacobo I. Hay cinco capillas absidales, que originalmente tenían altares que utilizaban los miembros de la familia real para sus oraciones privadas, aunque actualmente no se conoce su dedicación.
Para entrar en la capilla se atraviesan unas puertas de bronce, de factura elaborada, y que «ilustran la (…) intensa determinación que tenía Enrique VII de anteponer cualquier posible indicación de sus demandas al trono de Inglaterra». Las puertas están decoradas con numerosas cimeras que pretenden legitimar su reinado. Una vez dentro, las sillerías de caoba contrastan con la pálida piedra de los muros y el techo. Los sitiales también contribuyen a la sensación de verticalidad del interior. Provienen de distintas épocas: algunos son originales y otros fueron añadidos para acomodar al creciente número de caballeros de la Orden de Bath. Cuando se armaba a un caballero, recibía un sitial que se adornada con su cimera, su escudo y su pendón. En el siglo XIX llegó a haber demasiados caballeros para poder acomodarlos en la capilla, y no se admitieron más hasta el siglo XX. Actualmente, solo los caballeros más veteranos tienen sitiales asignados en la capilla.
El altar y la tumba de Enrique VII fueron creados por el mismo artista italiano, Pietro Torrigiano. Primero esculpió la tumba, que al ser obra de un artista florentino del renacimiento, muestra un estilo atípico del arte inglés, sobre todo en los putti de las esquinas. El altar se comenzó en 1517, pero Torrigiano abandonó el país antes de terminarla, siendo Benedetto da Rovezzano  quien la finalizó en 1526. El altar original, realizado en terracota, mármol blanco y bronce dorado, fue destruido durante la Restauración. El altar actual se basa en imágenes del desaparecido, y se apoya en dos pilares supervivientes y otros dos de nueva construcción. También son significativas las estatuas que adornan el triforio, que representan santos y apóstoles. Según Lindley, el hecho de que «el testamento de Enrique VII declare su confianza en (…) ángeles, arcángeles, patriarcas, profetas, apóstoles, evangelistas, mártires, confesores y vírgenes» es la clave para entender qué le movió a construir la capilla: «la creencia de Enrique en la eficacia de la 'mediación y la oración' en su progreso a través [del Purgatorio] es crucial para su propósito». Es decir, que en parte construyó la capilla y la adornó con numerosas esculturas de importantes figuras religiosas para asegurarse su aceptación en el Paraíso.

### Personas enterradas en la Capilla
Esta es una lista de las personas enterradas en la Capilla de Enrique VII en la abadía de Westminster.
- Ana de Mowbray, duquesa de York.
- Ana de Dinamarca, reina de Gran Bretaña.
- Antonio Felipe, duque de Montpensier.
- Arthur Penrhyn Stanley.
- Carolina de Ansbach,  reina de Gran Bretaña.
- Carlos II de Inglaterra.
- Eduardo V de Inglaterra.
- Eduardo VI de Inglaterra.
- Elizabeth I de Inglaterra.
- Isabel de York, reina de Inglaterra.
- Esmé Stewart, II duque de Richmond.
- Jorge II de Gran Bretaña.
- George Monck, I duque de Albemarle.
- George Villiers, I duque de Buckingham.
- Enrique VII de Inglaterra.
- James Butler, I duque de  Ormonde.
- Jacobo I de Inglaterra y VI de Escocia.
- John Sheffield, I duque de  Buckingham y Normanby.
- Catalina de Valois, reina de Inglaterra.
- Ludovico Estuardo, II duque de Lennox y duque de Richmond.
- Lady Margaret Beaufort.

- Margaret Douglas, condesa de Lennox.
- María I de Inglaterra.
- María I de Escocia.
- Oliver Cromwell (desenterrado después de la restauración de la Monarquía).
- Ana de Gran Bretaña.
- Príncipe Guillermo, duque de Gloucester.
- María II de Inglaterra.
- Ricardo de Shrewsbury, duque de York.
- Guillermo III de Inglaterra.